# Région du Slave Nord

La région du Slave Nord est l'une des cinq régions administratives des Territoires du Nord-Ouest au Canada. Il s'agit de la plus populeuse des cinq régions avec une population de près de 23 000 habitants. La région comprend huit localités et a ses bureaux régionaux à Behchokǫ̀ et à Yellowknife. À l'exception de cette dernière, les communautés de la région sont composées de manière prédominante d'autochtones, principalement des Tlichos (Flancs-de-chien) et des Couteaux-jaunes. 

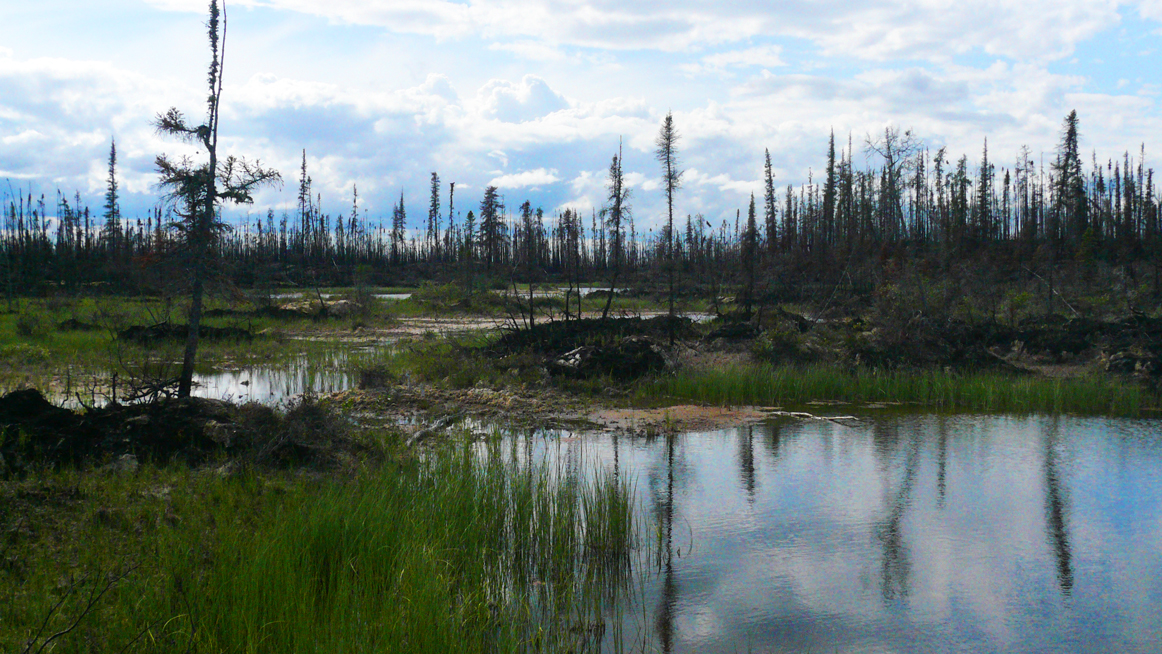
La forêt boréale près de Behchokǫ̀

## Localités
La région du Slave Nord comprend huit localités (ou communautés).
| Nom         | Statut                                           | Population (2011) | Coordonnées                   |
| ----------- | ------------------------------------------------ | ----------------- | ----------------------------- |
| Behchokǫ̀    | Gouvernement communautaire (Gouvernement Tlicho) | 1 926             | 62° 48′ 09″ N, 116° 02′ 47″ O |
| Dettah      | Première nation dénée de Yellowknives (Dettah)   | 210               | 62° 24′ 41″ N, 114° 18′ 27″ O |
| Gamèti      | Gouvernement communautaire (Gouvernement Tlicho) | 283               | 64° 06′ 44″ N, 117° 21′ 13″ O |
| Łutselk’e   | Bande dénée de Łutsel K’e                        | 253               | 62° 24′ 19″ N, 110° 44′ 22″ O |
| Ndilǫ       | Première Nation dénée des Yellowknifes (Ndilǫ)   | 200               | 62° 28′ 40″ N, 114° 20′ 03″ O |
| Wekweètì    | Gouvernement communautaire (Gouvernement Tlicho) | 141               | 64° 11′ 25″ N, 114° 10′ 58″ O |
| Whatì       | Gouvernement communautaire (Gouvernement Tlicho) | 492               | 63° 08′ 40″ N, 117° 16′ 22″ O |
| Yellowknife | Ville                                            | 19 234            | 62° 26′ 32″ N, 114° 23′ 51″ O |

## Annexe